# 32개의 변주곡 다단조 (베토벤)
32개의 변주곡 C단조 WoO 80 (32 Variationen über ein eigenes Thema)는 1806년에 작곡된 루트비히 판 베토벤의 피아노 독주를 위한 작품이다.
작품은 8 마디의 메인 주제와 32개의 변주곡으로 구성되어 있다. 내림차순 반음계 베이스를 기반으로 하는 왼손의 코드 진행 은 중요한 구조적 장치 역할을 한다. 짧고 희박한 멜로디 테마와 베이스 라인에 대한 강조는 샤콘의 영향을 반영한다.
| 변형          | 설명 |
| ------------- | --- |
| I ~ III       | 아르페지오와 반복되는 음표로 구성된다. 이 세 가지 변형 간의 유일한 차이점은 어떤 손이 아르페지오를 연주하는지이다. Var. I, 오른손이 그렇게 한다, Var. II, 왼손 및 Var. III, 양손.                                                                                 |
| IV            | 스타카토의 정밀함을 살피는 변주와 하강하는 베이스 라인이 상당히 두드러진다. |
| V             | 스타카토와 레가토의 대비를 바라보는 조용한 변주. |
| VI            | 격렬한 변형은 "sempre staccato e sforzato" 뿐만 아니라 fortissimo로 표시된다. 스포르차토는 음악에 표시된다. |
| VII 및 VIII   | Var. VI 보다 현저히 조용한 변형이다. 그러나 음악적으로 더 어렵다. |
| IX            | 슬러가 많은 변주. |
| X와 XI        | 메인 테마의 반전으로 "sempre forte"로 표시되어 있으며, 이들 사이의 유일한 차이점은 Var이다. X의 30초 음표는 왼손으로 연주하고 Var. 오른손으로 XI의 30초 음표. |
| XII ~ XVI     | Marked Maggiore(이탈리아어로 "주요")는 다른 변종들과 감정적으로 다르다. 이러한 변형은 C 장조이다. 변수 XII는 "semplice"로 표시되어 있으므로 과도하게 사용해서는 안 되며 XIII는 더 조용하다. 변수 XIV에는 스타카토 3도가 있고 XV와 XVI에는 느리지만 옥타브가 많다. |
| XVII          | "돌체"로 표시하여 더 조용히 연주해야 함을 나타낸다. |
| XVIII         | Var. XVII, 와 극명한 대조를 제공한다. 매우 빠른 오른손 스케일이 있다. |
| XIX           | 21번 피아노 소나타에서와 같이 16번째 셋잇단 음표 형태의 아르페지오 변주. |
| XX와 XXI      | 스케일이 있는 기술적으로 어려운 변형이다. |
| XXII          | 테누토(tenutos)와 스포르자토(sforzatos)로 유명하다. |
| XXIII         | Var.XXII 와 대조를 제공한다.pianissimo 로 표시된다. 분리된 코드로 구성된다. |
| XXIV 및 XXV   | 각각 스타카토(staccato)와 레기에르망테(leggiermente)를 강조하는 가벼운(따라서 조용한) 변형이다. |
| XXVI 및 XXVII | 기술적으로 어렵고 3도로 구성된다. |
| XXVIII        | semplice로 표시되어 있으므로 XXVII와 극명한 대조를 이룬다. |
| XXIX          | 16분음표 3중음표 형태의 어려운 아르페지오로 구성된다. |
| XXX           | XXIX와 대조되며 상당히 느리다. |
| XXXI          | XXX보다 더 조용하고 기술적으로 단순하며 왼손 아르페지오로 구성되며 주제는 원래 형식으로 오른손에서 반복된다. |
| XXXII         | 마지막 변주는 기술적으로 어렵고 빠른 통과이다. 메인 테마는 왼손 32분음표와 오른손 7분음표 2개, 32분음표 8개로 구성되어 있다. |

이 작품은 1807년 Allgemeine musikalische Zeitung (라이프치히)에서 호평을 받으며 인기를 얻었다.  오늘날에도 여전히 인기가 있다. 그럼에도 불구하고 베토벤은 작품 번호를 지정하기에 적합하지 않다고 생각했다. 말년에 그는 친구가 그것을 연습하는 것을 들었다고 한다. 한참을 듣더니 "저게 누구 것이지?" "당신"이 답이었다. "내 거? 그 바보 같은 작품이 내 것입니까?" 그의 대답은 "오, 베토벤이여, 당신은 그 당시에 얼마나 바보였습니까!"